# Confederación Empresarial de Orense
La Confederación Empresarial de Orense (en gallego Confederación Empresarial de Ourense) es una organización empresarial multisectorial, constituida en el año 1977 y que integra ochenta asociaciones empresariales que engloba una cifra próxima a las 10.000 empresas de la provincia de Orense. Como todas las confederaciones empresariales, estas aglutinan los intereses de las asociaciones y empresas que forman parte de ella, actúa como representante ante os interlocutores sociales y prestan, directa o indirectamente, servicios para fomentar la competitividad del tejido empresarial de su provincia.
La CEO a su vez, es miembro a nivel nacional de la Confederación Española de Organizacizaciones Empresariales (CEOE) y a nivel autonómico de la Confederación de Empresarios de Galicia (CEG).